# Italië in de Tweede Wereldoorlog
Dit artikel bespreekt Italië in de Tweede Wereldoorlog.

## Italië voor de Tweede Wereldoorlog

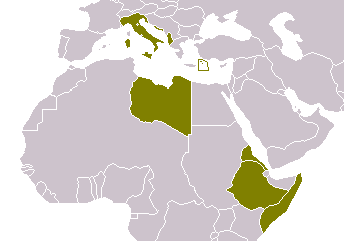
Het Italiaanse gebied in 1940

In 1915 nam Italië, aan de zijde van de geallieerden, deel aan de Eerste Wereldoorlog. Dit leverde Italië bij de vredesverdragen van 1919 gebiedsuitbreiding op maar er heerste onvrede in het land. Honderdduizenden waren gesneuveld, de economie lag in puin, en er was een torenhoge staatsschuld. De Italianen vonden dat ze daarom onvoldoende beloond werden voor hun deelname. Een veelgehoorde leus was: 'We hebben de oorlog gewonnen maar de vrede verloren!' Italië trachtte aanspraken te doen gelden op Rijeka en zelfs op een deel van Turkije (hoewel ze dit avontuur uiteindelijk wegens toenemend Turks-nationalistisch verzet opgaven). Italië werd in 1922 overgenomen door de fascisten onder leiding van Benito Mussolini, die deze gedachte aanhingen en vertolkten.
De fascisten begonnen overal in het land minderheden zoals de Slovenen en Kroaten in Istrië en de Duitsers in Zuid-Tirol te italianiseren door ze de Italiaanse taal en gewoonten op te dringen.
Mussolini verkondigde als eerste dat sommige gebieden die in historisch en soms ook taalkundig opzicht Italiaans waren, behoorden tot de Italiaanse staat.
Zo maakte Italië aanspraak op Nice, Savoye en sommige delen van Joegoslavië.
De Italiaanse bevolking werd overspoeld met propaganda over een Italiaans rijk dat het oude Romeinse Rijk moest evenaren in macht en glorie. Hier kwam bij dat Mussolini een koloniaal rijk ambieerde: de Italiaanse bezittingen in Afrika bevatten weinig waardevolle gebieden en zelfs kleine landen als Portugal, Nederland en België bezaten grotere en rijkere koloniale gebieden. Overigens was Mussolini aanvankelijk nog zeer terughoudend met zijn verlangens naar gebiedsuitbreiding.
Naar het oog van de buitenwereld wist Mussolini zich te presenteren als een schepper van orde uit de chaos. Een van zijn meest geslaagde (en onware) staaltjes van propaganda was de bewering dat hij de treinen op tijd zou hebben laten rijden. Hoewel zijn beleid niet altijd consequent was, nam de chaos op straat onder de brute dwang van de fascisten af. Ook wist hij een brug te slaan naar de Rooms-katholieke Kerk door zijn concordaat met de paus. Zodoende oogstte hij in Europa, met name onder het politiek conservatievere deel, een zekere bewondering. Mussolini wist zich te presenteren als een 'streng doch rechtvaardig' heerser die Italië wist te behoeden voor het communisme dat men na de revoluties van 1917 en 1918 als gevaarlijker en gewelddadiger beschouwde. Overal in Europa en daarbuiten werden fascistische partijen opgericht (ook de NSB was aanvankelijk eerder fascistisch dan nationaalsocialistisch). Leiders als Plaek Pibul Songkram en Juan Peron zagen Mussolini als voorbeeld. Ook voor Adolf Hitler en de NSDAP was Mussolini met zijn fascisme aanvankelijk een voorbeeld. Hitler had begin 1934 een eerste korte ontmoeting met Il Duce en was duidelijk de mindere van Mussolini die hem met pracht en praal wist te imponeren.
Italië was aanvankelijk nazi-Duitsland vijandig gezind: het beschermde de Oostenrijkse onafhankelijkheid tijdens de Juliputsch in 1934. Mussolini en de meeste fascisten waren het niet met Hitlers antisemitisme eens en hadden bovendien ook geen behoefte aan een sterke Duitse staat die de Duitse minderheid in Zuid-Tirol zou kunnen inspireren en bovendien een concurrent op de Balkan en in het Donaubekken zou kunnen worden, de gebieden die Mussolini nou juist zelf als invloedssfeer wenste. Italië trok voornamelijk met Frankrijk en Engeland op, met wie het immers in de Eerste Wereldoorlog had samengewerkt en vormde met hen het anti-Duitse Stresa-front. Persoonlijk had Mussolini ook weinig op met Hitler van wie hij eigenlijk een lage dunk had. De Italiaanse bevolking, veel leden van de fascistische partij, en het establishment tot de koning toe waren bovendien over het algemeen anti-Duits gezind.
Toen Duitsland machtiger werd hoopte Mussolini zijn voordeel te doen door beide zijden tegen elkaar uit te spelen. De eerste stap die de Italianen maakten naar een nieuw groot rijk werd gezet in 1936 met de verovering van het onafhankelijke Ethiopische keizerrijk. Hij hoopte van de Frans-Britse angst voor een herrezen Duitsland gebruik te maken door bij deze landen goedkeuring te krijgen om Ethiopië of een deel ervan te annexeren. Hoewel dit aanvankelijk leek te lukken lekte een en ander voortijdig uit (Hoare-Laval-plan) waardoor de publieke verontwaardiging leidde tot internationale sancties van de Volkenbond. De tegenstand van het licht bewapende luchtmachtloze Ethiopische leger viel zwaarder uit dan verwacht. Hoewel Ethiopië uiteindelijk viel, vormde deze oorlog een blok aan het been voor de zwakke economie, wat nog verergerd werd door de Volkenbondsancties. Ethiopië werd samen met Italiaans-Eritrea en Italiaans-Somaliland omgevormd tot de kolonie Italiaans-Oost-Afrika. 
In 1936 stuurde Mussolini tevens een grote legermacht naar Spanje om in de Spaanse Burgeroorlog de nationalisten bij te staan. Op het hoogtepunt hadden de Italianen 70,000 soldaten in Spanje, waarvan rond de 10% zou sneuvelen. Zij boden de nationalisten cruciale steun. Ook ter zee hielp Italië de nationalisten door de republikeinse bolwerken Málaga, Valencia en Barcelona te bombarderen, en de republikeinse zeeblokkade van Spaans-Marokko te breken. Verder zond Mussolini Franco materiele hulp in de vorm van 660 vliegtuigen, 150 tanks, 800 stukken geschut, 10,000 machinegeweren, en 240,747 geweren. Dit alles werd uitgebreid uitgemolken door de fascistische propaganda.  Wat de propagada verzweeg was dat in Spanje ook de tekortkomingen van het Italiaanse leger aan het licht kwamen, en dat bovenal Italië de leveranties eigenlijk niet kon missen wat het land in de Tweede Wereldoorlog flink zou opbreken.
Deze militaire operaties isoleerden Italië echter op diplomatiek gebied, waardoor het land toenadering moest zoeken tot haar voormalige rivaal Duitsland. In 1938 waren de banden al sterk aangehaald en bezocht Mussolini Duitsland. Hoewel Mussolini onder de indruk was en met Hitler het Staalpact sloot, was het ook duidelijk dat Hitler hem in aanzien voorbij aan het streven was. Datzelfde jaar liet Mussolini toe dat Duitsland Oostenrijk annexeerde. De verdere Duitse gebiedsuitbreidingen in 1938 en 1939 wakkerden de jaloezie verder aan, en leidden tot de annexatie van Albanië in 1939. Albanië werd in een personele unie met Italië verenigd. Toen de Tweede Wereldoorlog uitbrak, verklaarde Mussolini zich 'non-belligerent' en stelde zich afwachtend op. Hij stelde op 2 september 1939 een vredesconferentie voor zoals in München. Mussolini besefte dat hij nog niet klaar was voor een oorlog met de geallieerden en wilde liever nog een paar jaar vrede. De geallieerden hadden echter, juist met de herinnering aan dit fiasco in gedachten, geen zin deze vergissing een tweede keer te maken en gingen hier niet op in. Tot het Duitse lente-offensief van 1940 trachtte Mussolini de mogelijkheid alsnog aan geallieerde zijde aan de oorlog deel te nemen open te houden, maar hier werd niet op ingegaan. De Duitsers werd voorgehouden dat hij aan hun kant stond maar nog niet klaar was voor oorlog, en om economische hulp gevraagd. In 1940 overtuigden de Duitse successen Mussolini ervan dat Duitsland de oorlog zou winnen en dat Italië dus beter aan Duitse zijde kon meevechten om te voorkomen dat het na de oorlog met lege handen zou achterblijven.

## De uitgangssituatie
Italië had op papier een van de grootste legers en luchtmachten ter wereld. Dit leger was echter zwaar verouderd en kampte met gebrek aan brandstof. Hoewel Italiaanse ingenieurs zeker meededen in de technische ontwikkeling en het leger over geavanceerde uitrusting beschikte, waren de hoeveelheden veel te klein. Het leger was nog onvoldoende gemotoriseerd en leende voor parades soms zelfs voertuigen van de politie. Het gros van de soldaten had geweren die uit 1891 dateerden. Verder was de economie onvoldoende ontwikkeld om qua productie zo'n groot militair apparaat te steunen; deze was sterk afhankelijk van import en in het geheel niet zelfvoorzienend. Deze import was bovendien sterk beperkt door de Volkenbondsancties, waardoor er tekorten waren. De sancties waren weliswaar in 1936 opgeheven en niet efficient, maar ze hadden de economie toch pijn gedaan en tekorten veroorzaakt. Bovendien had de verslechterende politieke situatie en nadien de uitbraak van de Tweede Wereldoorlog een negatief effect op de handel. Italië moest het grootste deel van zijn kolen en staal invoeren omdat de eigen productie bij lange na niet voldoende was. Met olie was het nog slechter gesteld: Italië produceerde dit vrijwel niet en was afhankelijk van invoer uit de Verenigde Staten, Iran, de Sovjet-Unie en Roemenië. Bij uitbraak van de Tweede Wereldoorlog vielen leveranties uit de VS en Iran stil, en had de USSR al eerder leveringen stopgezet vanwege de Italiaanse steun voor Franco in de Spaanse Burgeroorlog. Roemenië wilde wel leveren maar kwam onder steeds sterkere Duitse dominantie, en de Duitsers eisten een steeds groter deel van de Roemeense olieproductie voor zichzelf op, waardoor steeds minder voor Italië overbleef.
De kwaliteit was er maar het ontbrak aan kwantiteit. Feitelijk kon in 1940 het leger maar 200.000 man in het veld brengen, hoewel het op papier meer dan 1 miljoen man sterk was. De luchtmacht was op papier 1.700 toestellen sterk maar feitelijk waren er slechts 900 strijdwaardig. De marine bezat moderne slagschepen maar geen vliegdekschepen. Bovendien bezaten de Fransen en de Britten strategische punten in de Middellandse Zee (Gibraltar, Corsica, Malta, Tunesië, Cyprus, Egypte). Daarbij had Mussolini in zijn gretigheid de Spaanse nationalisten in de Spaanse Burgeroorlog te steunen hen ruim toebedeeld met materieel dat Italië zelf eigenlijk niet kon missen.
Ook sociaal en demografisch was het land niet klaar voor de oorlog. Analfabetisme was hoog, met name in het zuiden. Het agrarische zuiden werd gedomineerd door grootgrondbezit en analfabetisme, zodat zuidelijke laag opgeleide of analfabete jongeren bij de infanterie kwamen. Beter opgeleide jongens uit het noorden kwamen in aanmerking voor de artillerie, genie en het officierskorps. Soldaten uit het door grootgrondbezit en ongelijkheid getekende zuiden, toch al niet erg geneigd hun levens op het spel te zetten voor een systeem dat hen bijna als slaven behandelde, voelden zich nu dubbel gekoeioneerd omdat alle betere banen naar noorderlingen gingen terwijl zij zelf slechts goed genoeg waren om als 'kanonnenvoer' te dienen. De noord-zuidtegenstellingen belemmerden hierdoor de motivatie van de troepen. Een militaire carrière was bovendien niet populair want het leger stond in laag aanzien, waardoor het leger moeite had talent aan te trekken.
De bevelstructuur was bovendien inefficiënt. Mussolini bemoeide zich intensief met alle drie de krijgsmachtonderdelen. De generale staf had slechts weinig personeel ter beschikking en fungeerde als weinig meer dan een doorgeefluik voor Mussolini's bevelen. Generaals en maarschalken hadden weinig beleidsvrijheid en werden vervangen om het minste of geringste. Verder was er ook (mede hierdoor) grote concurrentie tussen de hoge bevelhebbers en tussen de verschillende krijgsmachtonderdelen, niet alleen om de gunsten van Mussolini maar ook om de schaarse hulpbronnen. Tussen de verschillende onderdelen was derhalve weinig communicatie, en het resultaat was een logge gecentraliseerde bevelstructuur rondom Mussolini.
Reeds tijdens de Italiaanse inmenging in de Spaanse Burgeroorlog kwamen bovenstaande gebreken aan het licht, hoewel overwinningen in Ethiopië en Albanië dit enigszins maskeerden. Deze landen waren echter militair zwak en relatief makkelijke tegenstanders. Deze oorlogen hadden bovendien een zware wissel op de reeds kwetsbare Italiaanse economie getrokken. De Volkenbondsancties, hoewel door Mussolini als propagandawapen gebruikt en onvoldoende om Italië in 1936 van oorlogvoeren af te houden, belemmerden de economie en invoer van grondstoffen nog verder.
Hoewel de Italiaanse legertop zich bewust was van de problemen en Mussolini in 1939 40% van de begroting aan militaire doeleinden alloceerde, werd berekend dat Italië pas eind 1942, begin 1943 klaar zou zijn voor oorlog. Mede om deze reden wachtte Mussolini aanvankelijk af. Vooralsnog werden bovendien pogingen om (eerder) aan Duitse zijde aan de oorlog deel te nemen, tegengewerkt door kopstukken en vooral de koning, aan wie Mussolini formeel gehoorzaamheid verschuldigd was.

## Italiaanse aanval op Frankrijk
De Duitse aanval op Denemarken en Noorwegen, en vooral het onverwachte succes van de Duitse aanval op Frankrijk, veranderden dit beeld. De Wehrmacht had Frankrijk militair op de knieën gedwongen, en het Britse leger was de zee in gedreven bij Duinkerke en Le Havre.
Mussolini zag nu het juiste moment om zijn grote aanval te doen: Frankrijk en Engeland waren niet in staat hun belangen in de Middellandse Zee te beschermen, en de Italiaanse strijdkrachten stonden overal op oorlogssterkte. Het was zeker niet zo dat Mussolini de oorlog oplegde vanuit een geïsoleerde positie aan een onwillig land; zowel binnen de partij als binnen het establishment hadden de Duitse overwinningen de stemming volledig doen omslaan en weifelaars sloten zich bij de haviken aan. De legerbevelhebbers, die van mening waren dat Italië niet klaar was voor oorlog, slikten hun bezwaren in. Ook de koning, het formele staatshoofd, steunde de oorlog.
Mussolini verklaarde vanaf het balkon van het Palazzo Venezia in Rome de oorlog aan Engeland en Frankrijk, maar kon nog geen offensief in Frankrijk of elders beginnen omdat de artillerie nog niet gereed was. De meeste landen reageerden afkeurend op de oorlogsverklaring en ook binnen Italië zelf waren de gevoelens gemengd, hoewel Mussolini, de fascisten, het establishment en de gecontroleerde media de oorlog toejuichten. Roosevelt vergeleek de oorlogsverklaring met een dolkstoot in de rug.
Pas een dag voor Frankrijk een wapenstilstand aanging met Duitsland begon Italië aan zijn offensief in het zuiden van Frankrijk. De Italianen maakten enkele vorderingen, maar wisten slechts enkele kleine grensgebieden te bezetten. Het Franse leger kon zich handhaven en de Italiaanse aanvallen afslaan. Uiteindelijk capituleerde Frankrijk vanwege de Duitse aanval vanuit het noorden, zodat Italië toch als overwinnaar kon gelden hoewel het vrijwel niets aan deze overwinning had bijgedragen.
Bij de vrede tussen de Franse Vichy-regering en Rome kreeg Italië de controle over enkele kleine stukjes van Frankrijk waaronder het stadje Menton aan de Italiaanse grens.
De vrede werd uitgebreid met een gedemilitariseerde strook land aan de Italiaans-Franse grens en de grens tussen de Italiaanse kolonie Libië en de Franse kolonie Tunesië.
Bovendien mocht Frans Somaliland vrijelijk door de Italianen gebruikt worden. Verdere aanspraken op Frans gebied (onder andere Corsica) werden niet gehonoreerd.

## Deelname aan de luchtoorlog tegen Engeland (Slag om Engeland)
Italië nam ook deel aan de luchtoorlog tegen Engeland, deels vanop basissen in België. Dat was de reden die de Belgische regering in ballingschap in Londen inriep om de staat van oorlog tussen België en Italië vast te stellen op 19 november 1940.

## De strijd in Afrika
Mussolini gaf na de weinig glorieuze Italiaanse "veldtocht" tegen Frankrijk (een één dag durende opmars die enkele honderden meters Frans terrein won) zijn bevelhebbers opdracht nieuwe veroveringsplannen op te stellen.
Er waren verschillende mogelijkheden, waaronder een aanval op de Britse basis Malta.
Mussolini koos echter voor een oorlog tegen Brits-Egypte.
Voor deze taak had Mussolini in Libië een leger van meer dan 200.000 man klaarstaan.
Dit sterke leger - hoewel ouderwets bewapend - stond onder leiding van maarschalk Graziani.
Toen Frankrijk had gecapituleerd voor nazi-Duitsland en Vichy-Frankrijk de controle kreeg over bijna alle Franse koloniën in Afrika had Mussolini de handen vrij.
Hij dwong Graziani - de maarschalk was pro-Brits en wilde geen offensief - een offensief te openen tegen de Britse troepen in Egypte, die een legermacht hadden van 36.000 manschappen.
De Italianen waren dus ver in de meerderheid.
Het offensief verliep in eerste instantie goed: de troepen van Graziani rukten op de oude manier op; eerst infanterie, daarachter de tanks en daarachter de vrachtwagens.
Hierdoor wisten de modern denkende Britten de Italianen 10 keer zo zware verliezen toe te brengen terwijl ze terugtrokken naar het oosten.
De Italiaanse strijdkrachten namen Sidi Berani in en waren zo 150 kilometer Egypte ingerukt.
Graziani liet het offensief halt houden: hij had dringend nieuwe voorraden nodig, en zijn leger moest opnieuw ingedeeld worden vanwege de verliezen.
Heel de wereld verwachtte spoedig een Italiaanse stoot richting de Nijl, maar Graziani groef zijn legermacht in versterkte kampen in rond Sidi Berani.
Daar bleef het front een maand stilliggen; de Italianen deden geen nieuwe aanval en de Britten waren niet sterk genoeg voor een tegenoffensief.
Daar kwam echter verandering in toen Londen twee Britse bataljons en een Zuid-Afrikaanse divisie als versterking naar Egypte stuurde.
De Britten rukten nu dwars door de woestijn om de Italiaanse kampen heen en vielen ze in de rug aan.
Binnen enkele uren was het Italiaanse front in elkaar gestort, en na drie dagen was de hele Italiaanse positie rond Sidi Berani verloren gegaan.
Het Italiaanse leger was op volle terugtocht richting Tobroek en Bengazhi in Cyrenaica.
De Britten trokken op tot ten westen van Tobroek, en toen staken de Britse tanks de woestijn over en kwamen voor de Italianen aan ten zuiden van Bengazhi.
Voor elke Brit werden er tien Italianen gevangengenomen, en georganiseerde Italiaanse tegenstand in Libië was niet langer mogelijk.
Pas toen Rommel de Italianen met zijn Afrikakorps te hulp schoot keerde het tij in 1942 en rukten de Asmogendheden opnieuw tot in Egypte op. Uiteindelijk werden de Duitsers en Italianen bij El Alamein verslagen. Toen de geallieerden in november 1942 ook Frans Noord-Afrika bezetten in Operatie Toorts werd de Italiaanse positie hachelijk. Rommel trok zich in Tunesië terug waar hij nog enige tijd stand wist te houden tot het onvermijdelijke einde in 1943. Noord-Afrika was verloren gegaan.

## De strijd in Italiaans-Oost-Afrika
Ethiopië, Eritrea en Italiaans-Somalië vormden sinds 1936 Italiaans-Oost-Afrika.
Toen de Tweede Wereldoorlog uitbrak met Italië aan de zijde van Duitsland namen de Italianen in deze gebieden een voorsprong op de geallieerden:
De Italiaanse strijdkrachten veroverden Brits-Somalië, de Soedanese forten aan de grens met Ethiopië en kregen de controle over Frans-Somalië (in naam).
De Italianen zetten ook hier echter niet door met een offensief tegen de Britse kolonie Soedan.
Hierdoor kwam het initiatief bij de geallieerden te liggen.
Al snel na de grote overwinningen van de geallieerden in Cyrenaica begonnen de geallieerden een offensief tegen Eritrea, dat bevrijd werd op de Italiaanse bezetters.
Daarna trok een strijdmacht vanuit het zuiden Italiaans-Somaliland binnen, en bezette snel grote stukken van deze oude Italiaanse kolonie.
De Ethiopische keizer Haile Selassie begon samen met de geallieerden een offensief in Ethiopië zelf terwijl Britse strijdkrachten via Jemen weer in Brits Somaliland aan land gingen. In december 1941 zou Haile Selassie als eerste van de door de Asmogendheden verdreven staatshoofden, weer voet in zijn eigen hoofdstad zetten.

## De Italiaans-Griekse oorlog
Anderhalve maand na de Italiaanse aanval op Egypte rukten Italiaanse troepen via Albanië Griekenland binnen. De keuze voor deze aanval was een merkwaardige, daar Griekenland de Asmogendheden redelijk ter wille was geweest en economisch sterk van hen afhankelijk was. Mussolini was echter gefrustreerd geraakt door de Duitse successen die Italië volledig in de schaduw stelden. De onaangekondigde bezetting van de Roemeense olievelden vormde voor Mussolini de druppel. Griekenland lag dicht bij bezet Albanië en de Italianen hadden al vanaf de jaren '20 (toen Albanië weliswaar onafhankelijk was maar sterk op Italië leunde) de infrastructuur uitgebouwd met het oog op een aanval op Griekenland of Joegoslavië.
Griekenland kreeg zes uur de tijd een Italiaans ultimatum in te willigen, maar al vier uur na het ultimatum rukten Italiaanse eenheden de grens over. Overigens had de dictator Metaxas al direct te kennen gegeven niet akkoord te gaan: volgens de geromantiseerde versie met een woedend 'Nee!', in werkelijkheid met de woorden 'Dan is het oorlog.'
Door de veel grotere Italiaanse luchtmacht boekten de Italianen de eerste dagen succes:
Ze rukten Epirus binnen en vernietigden een groot deel van de Griekse luchtmacht op de grond. Toch was dit laatste voordeel maar betrekkelijk: het slechte weer maakten luchtoperaties in het bergachtige terrein zeer bezwaarlijk. Het terrein en de winterse omstandigheden (de winter 1940-1941 was een van de strengste van de eeuw, ook in deze regio) bemoeilijkten zowel de Italianen als de Grieken. Hoewel het Italiaanse leger problemen had, was het Griekse leger in nog slechtere conditie met verouderd materieel en zeer beperkte voorraden. De Grieken vochten echter op voor hen bekend terrein en waren bovendien zeer gemotiveerd (aangevuurd door effectieve regeringspropaganda) om de Italianen hun land uit te werken. Bovendien kregen de Grieken luchtsteun van de Britten, die vanaf Kreta opereerden.
Bij het dorpje Metsovon echter haalden de Grieken een list uit:
De Italiaanse Julia-divisie probeerde het bergdorp in te nemen omdat er achter Metsovon beter begaanbare wegen liepen richting Athene.
De Grieken - geholpen door de plaatselijke bevolking - klommen echter tegen de bergwanden op en wachtten de Italiaanse doorstoot af.
Toen deze eenmaal kwam openden ze een moordend vuur op de Italiaanse soldaten.
De gehele Julia-divisie werd verslagen, en de restanten vluchtten terug naar Albanië.
Hierdoor ontstond er een dreigend gat in de Italiaanse linie, en alle operaties moesten worden stopgezet.
Nu deden de Grieken een tegenaanval, die een groot succes werd.
De Italiaanse legers storten in elkaar en trokken zich terug uit Griekenland.
De Grieken brachten de strijd echter over naar Albanië, en ze wisten het zuiden van het land in handen te krijgen, waaronder de havenstad Vlorë.
Slechts met grote moeite en na het aanvoeren van versterkingen wisten de Italianen zich staande te houden in de bergen.
Mussolini moest Hitler nu om militaire hulp vragen in zowel Griekenland als Libië. De aanval werd achteraf gezien als een van Mussolini's grootste blunders daar het Griekenland in het geallieerde kamp dreef en de Britten de kans gaf een bruggenhoofd op de Balkan te vestigen.

## De Italiaanse aanval op de Balkan
Voor Duitsland was dit een gevaarlijke situatie: wanneer de Britten in Griekenland landden zouden de geallieerden een bruggenhoofd hebben op de Balkan (dus op de Duitse zuidflank) terwijl Duitsland nu net de veldtocht tegen de Sovjet-Unie voorbereidde. Er werd een plan ontworpen om Griekenland te veroveren. Hongarije, Roemenië en Bulgarije lieten Duitse troepentransporten door, en Joegoslavië stelde het wegen- en spoorwegennet beschikbaar voor wapentransporten. Bulgarije werd herovering van de na de Balkanoorlogen en Eerste Wereldoorlog verloren gebieden in het vooruitzicht gesteld. Toen Joegoslavië na een staatsgreep het bondgenootschap met Duitsland opzegde, werd dit eveneens doelwit van de veldtocht.
Hitler zond nu zijn Wehrmacht samen met het Hongaarse en Bulgaarse leger Joegoslavië en Griekenland binnen.
Mussolini besloot het Italiaanse leger ook de buit mee te laten pakken in beide landen.
De Italianen hadden nu het voordeel van zowel uit Istrië als uit Albanië te kunnen aanvallen.
Terwijl de Joegoslaven tegen de Duitsers, Bulgaren en Hongaren vochten en de Grieken en de Britten in eigen land bleven rukten de Italianen Slovenië en Kosovo binnen.
De Italiaanse troepen wisten nu de militaire pluim naar zich toe te trekken door het bezetten van de Sloveense hoofdstad Ljubljana.
Tegelijkertijd veroverden de Italianen Kosovo - waar ze als bevrijders onthaald werden - en Dalmatië met de havensteden Zadar en Split.
Toen Joegoslavië capituleerde verkreeg Italië Dalmatië, een groot deel van Slovenië, Kosovo en de zeggenschap over Montenegro als vazal.
Nu trokken Italiaanse divisies aan de zijde van de Duitsers Griekenland opnieuw binnen. Deze keer stortte de Griekse weerstand als een kaartenhuis in elkaar. Dit was niet slechts doordat ze behalve door de Italianen ook de Bulgaren en Duitsers werden aangevallen. De Grieken waren na 5 maanden oorlog ook door hun voorraden heengeraakt.
De Italianen wisten terreinwinst te boeken en verkregen bij de vrede het centrale deel van Griekenland en enkele delen van Kreta.
Bovendien werden de Ionische Eilanden als Italiaans bezit verklaard.
Nu had het Italiaanse rijk de grootste omvang die het in Europa zou krijgen, maar in werkelijkheid was Italië de oorlog al aan het verliezen.

## Langeafstandsbombardementen
De Italiaanse luchtmacht speelde geen rol van betekenis. Toch wisten ze een aantal opmerkelijke staaltjes te vertonen met hun SM82s bommenwerpers. In de strijd waren deze toestellen vrij kwetsbaar door hun lage snelheid, maar ze hadden een groot bereik. Op 19 oktober 1940 stegen vier toestellen op van Rhodos en bombardeerden Britse olie-installaties in Bahrein na een vlucht van 2400 kilometer, waarna de toestellen veilig doorvlogen naar Eritrea. Deze reikwijdte was tot dan toe nog nooit geëvenaard, en de geallieerden moesten kostbare hulpbronnen besteden aan het versterken van de luchtverdediging in het Midden-Oosten. In 1942 werden het inmiddels door de geallieerden bevrijde Ethiopië en Eritrea aangevallen. Verder wist een SM82s in meerdere etappes (Rome-Oekraïne-bezet China-Tokyo) van Rome naar Tokio en terug te vliegen, waarbij de middelste etappe 6500 km lang was en over vijandig (Sovjet)gebied voerde. Dit staaltje was opmerkelijk maar had hooguit propagandistische waarde. Er bestonden plannen voor een bombardement op New York met een verbeterde SM82s, maar de Italiaanse capitulatie doorkruiste dit.

## Operatie Barbarossa
Italië zette een troepenmacht in bij de aanval op de Sovjet-Unie, in de hoop dat Hitler Mussolini's aanspraken gunstig zou beoordelen. Aanvankelijk was dit een enkel legerkorps, de Corpo di Spedizione Italiano in Russia. Dit korps stond onder bevel van generaal Giovanni Messe. In 1942 breidde Mussolini dit uit tot 12 divisies met in totaal 235.000 manschappen: het Italiaanse 8e Leger of Armata Italiana in Russia. Messe was hierop tegen en vond dat de uitrusting van het leger eerst verbeterd moest worden voor aan uitbreiding gedacht kon worden. Onder andere aan goede winterkleding was een gebrek. Mussolini nam hem deze kritiek niet in dank af en verving hem door Italo Gariboldi. De Italiaanse troepen werden voornamelijk in de zuidelijke sector ingezet, en leden bij Stalingrad enorme verliezen. Volgens officiële cijfers bedroegen de verliezen in januari 1943 50%, en waren de meeste overblijvers ziek, gewond of hadden te kampen met bevroren vingers, oren of tenen. In februari 1943 was dit restant vrijwel vernietigd en werden de 45.000 laatste manschappen gerepatrieerd. Na de overgave van Italië werd het 8e Leger formeel ontbonden.
Enkele duizenden Italianen zijn uiteindelijk door de Sovjettroepen gevangengenomen. De meeste overlevenden mochten in 1946 naar huis, hoewel sommige officieren nog tot 1954 werden vastgehouden. De officieel opgegeven reden was een onderzoek naar oorlogsmisdaden, maar dit bleek onjuist. In feite hadden de Italianen zich in tegenstelling tot andere asmogendheden niet aan misdaden tegen burgers en partizanen schuldig gemaakt (buiten het gebruik van gifgas in Ethiopië,misdaden tegen Griekse burgers, Albanezen, Russen) alleen al omdat ze niet als bezettingstroepen hadden gefungeerd.
Italië had bezettingstroepen in en bezette het merendeel van Griekenland,inbegrepen de Cycladen en Dodekanesos eilanden, Albanië, grote delen van Kroatië, Ethiopië, de Provence en de Franse Alpen met onder meer steden als Grenoble, Briançon, Gap, Nice, Menton. Ook het hele eiland Corsica werd bezet.
Verder werden krijgsgevangenen in Italiaanse kampen vrij goed behandeld, zeker in vergelijking met de behandeling die krijgsgevangenen van de Duitsers ten deel viel.

## De eerste landingen op Italiaans grondgebied
In 1942/43 was het Afrikakorps van Erwin Rommel na een zware nederlaag bij El Alamein teruggedrongen. Operatie Toorts betekende een tweede front in Noord-Afrika toen Britten en Amerikanen in de Franse koloniën Algerije en Marokko aan land gingen. In Tunesië werden vervolgens na een barre strijd 250.000 Duitse en Italiaanse soldaten gevangengenomen, het gros van het Afrikaanse leger van de asmogendheden. De Italianen namen in samenwerking met de Duitsers deel aan Operatie Anton, waarbij het onbezette gedeelte van Frankrijk door de astroepen bezet werd. Italiaanse troepen bezetten al het gebied ten oosten van de Rhône, Monaco en Corsica. Het was echter duidelijk dat de volgende stap een aanval op Italië zelf zou zijn en dat de veroveringen niet vastgehouden zouden kunnen worden. Grote aantallen Franse en gevluchte buitenlandse Joden vluchtten naar de Italiaanse bezettingszone in Frankrijk.
De volgende stap lag voor de hand: de geallieerden landden op de eilandjes Linosa, Lampedusa en Pantelleria. De drie eilandjes vielen zonder een schot in handen van de geallieerden. Niet lang daarna landden de Amerikanen en Britten op Sicilië. Na een zware strijd werden de as-strijdkrachten van dit eiland verdreven. Daarna volgde een overval op Sardinië, waar de Duitsers zich overigens reeds eerder hadden teruggetrokken. De invasie op Sicilië droeg er tevens toe bij dat de Duitsers de Slag bij Koersk stopzetten. Hiermee zouden ze aan het Oostfront voorgoed het initiatief verliezen.
De Siciliaanse maffia, de Cosa Nostra, werd door de Amerikanen weer in het zadel geholpen in ruil voor steun bij de verovering en zekerstelling van Sicilië. Bovendien kon de Cosa Nostra in bestuursorganen infiltreren door de vrijgevallen plaatsen van weggezuiverde fascisten aan vertrouwelingen toe te spelen. De Amerikanen kwam dit zeer van pas omdat de maffia ook een alternatief voor de communisten vormde en de maffia kon na zeer hard door de fascistische regering te zijn aangepakt opnieuw een machtspositie verwerven. Bovendien waren met vernietiging van de fascistische overheid op Sicilië ook de politie en justitie zo goed als vernietigd. Tot er weer een functionerend justitieapparaat op Sicilië was, had de maffia vrij spel.
De landingen droegen in belangrijke mate bij aan de val van Mussolini. De militaire tegenslagen hadden zelfs binnen de fascistische partij de weerstand tegen de oorlog gesterkt, een oorlog die eigenlijk vooral begonnen was omdat Mussolini zo graag net als Hitler een grote veroveraar wilde zijn. Op 24 juli 1943 werd de Fascistische Grote Raad bijeengeroepen die een motie tegen Mussolini indiende. Mussolini zag de stemming niet als bindend en nam het niet serieus, maar werd de dag erna gearresteerd na een onderhoud bij de koning waarin deze hem meedeelde dat hij ontslagen was als premier. Maarschalk Badoglio nam het premierschap over en verklaarde de oorlog aan Duitse zijde voort te zetten, terwijl hij in het geheim met de geallieerden in onderhandeling trad.
De laatste Duitse en Italiaanse troepen verlieten Sicilië op 17 augustus 1943.

## De strijd om het Italiaanse vasteland
De geallieerden zagen nu hun kans schoon de overgave van Italië te bewerkstelligen en een bruggenhoofd in continentaal Europa te vestigen. Terwijl Badoglio openbaar verkondigde trouw te blijven aan de asmogendheden, werd afgesproken dat de geallieerden in Zuid-Italië zouden landen en dat Badoglio hierna zou capituleren. 
Britse strijdkrachten landden op de Italiaanse 'teen' op 3 september 1943 in Operatie Baytown. Op 8 september gaf de Italiaanse regering zich inderdaad over, maar Duitse troepen hadden dit voorzien en startten Fall Achse, de militaire bezetting van Italië. Generaal Kesselring viel met 30 divisies Noord-Italië binnen, sloeg het begin van een arbeidersopstand in Milaan en Turijn neer, en rukte snel op naar het zuiden. Italiaanse troepen in Italië en de gebieden die dit land nog bezet hield op de Balkan werden omsingeld en ontwapend, waarna ze de keus kregen tussen doorvechten onder Duits commando of gevangenschap. Weigeraars werden afgevoerd naar krijgsgevangenenkampen.
Een deel van de Italiaanse landmacht bleef trouw aan de inmiddels bevrijde Mussolini. Onder Duits commando vochten ze verder tegen de Britten en Amerikanen onder de vlag van de fascistische marionettenstaat van Mussolini (Italiaanse Sociale Republiek). In het zuiden gaven Italiaanse eenheden zich aan de geallieerden over en verklaarden zich trouw aan Badoglio. Ook de Italiaanse marine wist aan de Duitsers te ontkomen. Sommigen namen eveneens de wapens op. Tevens vormden tegenstanders van Mussolini in het noorden partizanengroepen, die sabotage en aanslagen pleegden. Zo was het Italiaanse front tevens een burgeroorlog, daar aan beide zijden Italianen aan de strijd deelnamen. Sommige Italiaanse troepen boden verzet dat hardhandig door de Duitsers gebroken werd. In Sardinië, Calabrië en in Zuid-Apulië was het verzet succesvol en konden de Italianen weerstand bieden tot ze door de geallieerden werden ontzet.
In de bezette gebieden drong het nieuws van Mussolini´s val en nadien de overgave maar traag door, en daar Badoglio geen duidelijke instructies gaf waren de troepen in feite leiderloos. Omdat het Italiaanse leger door gebreken werd geplaagd was de wil tot doorvechten tot een dieptepunt gedaald. Hoewel de fascisten vaak oprecht verbijsterd waren, heerste bij de meeste Italiaanse soldaten vreugde en de hoop dat ze snel naar huis mochten; zo vierden ze in Athene samen met de Grieken feest. Het bleek een ijdele hoop want evenals in Italië zelf trachtten de Duitsers ook in de bezette gebieden de Italiaanse legers te ontwapenen. In Griekenland kwam het deels tot gezamenlijk verzet van Italianen en Grieken, en in Albanië lukte het de Duitsers weliswaar het gros van de troepen te ontwapenen maar raakten toch duizenden op drift. Veel wapens kwamen terecht bij verzetsbewegingen en sommige eenheden gaven zich aan hen over of sloten zich zelfs bij de partizanen aan. De Duitsers voerden represailles uit tegen Italiaanse troepen die zich verzet hadden of wapens aan de partizanen hadden overhandigd; officieren en manschappen werden voor de krijgsraad gedaagd of soms zelfs direct doodgeschoten.
Op 9 september landen Amerikaanse strijdkrachten bij Salerno in Operatie Avalanche en additionele Britse strijdkrachten bij Tarento in Operatie Slapstick. Op 1 oktober 1943 volgde de inname van Napels, nadat de Napolitanen zich bevrijd hadden kort tevoren tijdens de Vier Dagen van Napels.
Het ruige terrein verhinderde een snelle geallieerde opmars, maar gedurende de rest van 1943 dreven de geallieerden de Duitse troepen langzaam naar het noorden. De Britten en Amerikanen leden zware verliezen. Ze wilden echter voorkomen dat Stalin hen van passiviteit zou beschuldigen, terwijl de Sovjet-Unie ook zware offers moest brengen.
De Duitsers maakten gebruik van iedere mogelijkheid die het terrein hun bood en zetten zelfs de Pontijnse moerassen opnieuw onder water. Niet alleen zou dit de opmars der geallieerden bemoeilijken, men hoopte ook dat er malaria onder de geallieerde troepen zou uitbreken. Dit plan slaagde; ongeveer 100.000 soldaten en Italiaanse burgers liepen inderdaad deze ziekte op.
De Wehrmacht had een verdedigingslijn opgebouwd onder de naam Winterlinie. Een deel ervan werd Gustav-linie genoemd. Bij deze linie stokte eind 1943 de geallieerde opmars. Aanvallen op de Duitse verdediging bij Monte Cassino faalden. De Landing bij Anzio was bedoeld om dit obstakel te omzeilen, maar werd door de Duitse troepen geïsoleerd. Pas in het voorjaar 1944 werd de linie na een vierde frontale aanval in de Slag bij Monte Cassino doorbroken. Op 4 juni werd Rome ingenomen.
Na de val van Rome en de Landing in Normandië werd het Italiaanse theater van secundair belang. Een tweede Duitse verdedigingslinie, de Gotische Linie, stopte de geallieerde opmars tot voorjaar 1945.

## Italiaanse Sociale Republiek
Mussolini had na zijn bevrijding op aandringen van Hitler een nieuwe fascistische staat gevormd: de Italiaanse Sociale Republiek, feitelijk een Duitse vazalstaat.
Ruim een miljoen Italiaanse soldaten waren in Italië zelf en in de bezette gebieden krijgsgevangen genomen. Hiervan kozen 94.000 ervoor om voor de Italiaanse Sociale Republiek verder te strijden. Dit waren vooral fascisten. 103.000 spijtoptanten volgden om aan de Duitse kampen te ontkomen. De rest werd naar de kampen afgevoerd en bleef daar tot het eind van de oorlog. Tussen de 37.000 en 50.000 krijgsgevangenen kwamen waarschijnlijk in de kampen om.
Deze staat was antisemitischer dan zijn voorganger en hoewel nog steeds veel politie- en legercommandanten niet wilden meewerken, begon de Jodenvervolging op gang te komen. De Dalmatische gebieden werden aan Kroatië afgestaan, en Zuid-Tirol aan Duitsland. Joden die voor de Kroatische en Duitse Jodenvervolgingen waren gevlucht naar door Italië beheerste gebieden in Joegoslavië, werden voor zover niet gevlucht alsnog opgepakt en naar de kampen gestuurd. Dit gold ook voor Joden uit Vichy-Frankrijk die na Operatie-Anton de wijk hadden genomen naar de Italiaanse bezettingszone. Er waren ook Italianen die de Duitsers bij de Jodenvervolging behulpzaam waren, wat nog jaren nadien een groot taboe in Italië was. Uiteindelijk zijn ongeveer 8,000 Italiaanse Joden omgekomen.
Mussolini en de fascisten hadden feitelijk niets meer te vertellen: de Duitsers hadden de touwtjes in handen. Echt regeren deed Mussolini niet meer. Het grondgebied dat beheerst werd kromp door de geallieerde opmars terwijl ook de partizanenactiviteit toenam.

## Het einde
In het voorjaar van 1945 dreigden de Duitse troepen in Noord-Italië afgesneden te raken door de geallieerden in het zuiden en westen, de Joegoslavische partizanen van Tito in het oosten, en de Russen in het noordoosten. Zij trokken zich terug naar Oostenrijk en lieten de fascisten aan hun lot over. De geallieerden braken door in de Povlakte, en overal namen partizanen de macht over. Op 28 april 1945 werd Mussolini door partizanen gedood, en op 2 mei 1945 was de strijd in Italië ten einde.

## Nasleep
Fascisten werden door de partizanen en de nieuwe machthebbers opgepakt. Tevens werd de monarchie in 1946 afgeschaft, aangezien deze Mussolini aan de macht had laten komen en hem 20 jaar lang zijn gang had laten gaan, met desastreuze gevolgen. Vanwege de bijstand aan de geallieerden hoopte dit nieuwe Italië op een milde behandeling bij de daaropvolgende Vrede van Parijs, maar de vredesbepalingen vielen zwaarder uit dan waarop was gehoopt. Twee jaar aan geallieerde zijde meevechten deed niet af aan de eerdere agressie en aangerichte schade. Vooral de gebiedsafstanden aan Joegoslavië en Griekenland werden door veel Italianen als onbillijk ervaren, en een dag van nationale rouw werd afgekondigd.
1. ↑  notulen ministerraad[dode link]